# Belarussischer Fußballpokal 2013/14
Der Belarussische Fußballpokal 2013/14 war die 23. Austragung des belarussischen Pokalwettbewerbs der Männer. Das Finale fand am 3. Mai 2014 in der neu eröffneten Baryssau-Arena statt. Titelverteidiger FK Minsk schied im Halbfinale gegen den FK Njoman Hrodna aus. Pokalsieger wurde der FK Schachzjor Salihorsk, der sich im Finale gegen den FK Njoman Hrodna durchsetzte.

## Modus
Im Gegensatz zur Liga wurde der Pokal im Herbst-Frühjahr-Rhythmus ausgetragen. In allen Begegnungen wurden die Sieger in einem Spiel ausgetragen. Bei unentschiedenem Ausgang wurde zur Ermittlung des Siegers eine Verlängerung gespielt. Stand danach kein Sieger fest, folgte ein Elfmeterschießen. Der Pokalsieger qualifizierte sich für die UEFA Europa League.

## Teilnehmende Teams
| Wyschejschaja Liha (12) | Perschaja Liha (15) | Druhaja Liha (12) | Amatarskaja Liha (6)                                                                                  |
| --- | --- | --- | --- |
| - BATE Baryssau - Belschyna Babrujsk - FK Dinamo Brest - FK Homel - FK Njoman Hrodna - Dnjapro Mahiljou - FK Slawija-Masyr - FK Minsk - FK Dinamo Minsk - Naftan Nawapolazk - FK Schachzjor Salihorsk - FK Tarpeda-BelAS Schodsina | - FK Bjarosa-2010 - Chimik Swetlahorsk - FK Haradseja - FK Islatsch - FK Lida - FK Hranit Mikaschewitschy - SKVICh Minsk - FK Polazk - FK Slonim - FK Sluzk - FK Smaljawitschy-STI - FK Smarhon - Wedrytsch-97 Retschyza - FK Wizebsk - FK Wolna Pinsk | - FK Assipowitschy - FK Baranawitschy - Homeltschyhuntras Homel - FK Kobryn - Liwadyja Dsjarschynsk - ALF-2007 Minsk - FK Maladsetschna-2013 - FK Njoman Masty - FK Orscha - Partizan-MTZ Minsk - FK Schlobin - Swjasda BHU Minsk | - ALF-Legea Minsk - FK Horki - Homelsteklo Kostjukowka - FK Smaljawitschy - FK Woranawa - FK Zachodni |

## Vorrunde
Die sechs Regionalsieger trafen jeweils auf ein Team aus der dritten Liga.
| Datum      |                             | Ergebnis              |                             |
| ---------- | --------------------------- | --------------------- | --------------------------- |
| 29.05.2013 | FK Smaljawitschy (A)        | 1:3                   | FK Orscha (III)             |
| 29.05.2013 | ALF-Legea Minsk (A)         | 2:1                   | FK Maladsetschna-2013 (III) |
| 29.05.2013 | Homelsteklo Kostjukowka (A) | 2:3                   | Partizan-MTZ Minsk (III)    |
| 29.05.2013 | FK Woranawa (A)             | 0:9                   | FK Njoman Masty (III)       |
| 29.05.2013 | FK Zachodni (A)             | 0:3                   | FK Kobryn (III)             |
| 29.05.2013 | FK Horki (A)                | 2:2 n. V. (1:4 i. E.) | FK Schlobin (III)           |

## 1. Runde
Teilnehmer waren die 6 Sieger der Vorrunde, 6 weitere Teams der dritten Liga und 10 Vereine aus der zweiten Liga. Die unterklassigen Teams hatten Heimrecht.
| Datum      |                             | Ergebnis              |                                |
| ---------- | --------------------------- | --------------------- | ------------------------------ |
| 12.06.2013 | Partizan-MTZ Minsk (III)    | kampflos              | FK Wizebsk (II)                |
| 12.06.2013 | FK Baranawitschy (III)      | 0:2                   | Homeltschyhuntras Homel (III)  |
| 12.06.2013 | Swjasda BHU Minsk (III)     | 1:0                   | Chimik Swetlahorsk (II)        |
| 12.06.2013 | FK Orscha (III)             | 0:4                   | FK Smarhon (II)                |
| 12.06.2013 | Liwadyja Dsjarschynsk (III) | 0:5                   | FK Hranit Mikaschewitschy (II) |
| 12.06.2013 | FK Assipowitschy (III)      | 0:6                   | FK Smaljawitschy-STI (II)      |
| 12.06.2013 | FK Schlobin (III)           | 3:2                   | FK Islatsch (II)               |
| 12.06.2013 | ALF-Legea Minsk (A)         | 01:11                 | Wedrytsch-97 Retschyza (II)    |
| 12.06.2013 | ALF-2007 Minsk (III)        | 0:3 n. V.             | FK Slonim (II)                 |
| 12.06.2013 | FK Kobryn (III)             | 0:3                   | FK Bjarosa-2010 (II)           |
| 12.06.2013 | FK Njoman Masty (III)       | 1:1 n. V. (2:3 i. E.) | FK Polazk (II)                 |

## 2. Runde
Teilnehmer waren die 11 Sieger der ersten Runde, 8 Mannschaften der Wyschejschaja Liha 2013 und fünf weitere Zweitligisten: FK Haradseja, FK Wolna Pinsk, FK Sluzk, FK Lida als die vier bestplatzierten Klubs zum Zeitpunkt der Auslosung, sowie SKVICh Minsk per Los. Die unterklassigen Teams hatten Heimrecht.
| Datum      |                                | Ergebnis |                           |
| ---------- | ------------------------------ | -------- | ------------------------- |
| 27.07.2013 | FK Slonim (II)                 | 0:3      | FK Dinamo Brest (I)       |
| 27.07.2013 | FK Smaljawitschy-STI (II)      | 1:3      | Belschyna Babrujsk (I)    |
| 27.07.2013 | FK Hranit Mikaschewitschy (II) | 2:0      | Naftan Nawapolazk (I)     |
| 27.07.2013 | Wedrytsch-97 Retschyza (II)    | 0:3      | FK Njoman Hrodna (I)      |
| 27.07.2013 | FK Bjarosa-2010 (II)           | 0:3      | FK Homel (I)              |
| 27.07.2013 | FK Wizebsk (II)                | 2:3      | FK Haradseja (II)         |
| 28.07.2013 | SKVICh Minsk (II)              | 0:3      | Dnjapro Mahiljou (I)      |
| 28.07.2013 | FK Polazk (II)                 | 2:1      | FK Wolna Pinsk (II)       |
| 28.07.2013 | FK Tarpeda-BelAS Schodsina (I) | 3:0      | Swjasda BHU Minsk (III) 1 |
| 28.07.2013 | FK Smarhon (II)                | 5:0      | FK Lida (II)              |
| 28.07.2013 | Homeltschyhuntras Homel (III)  | 0:3      | FK Sluzk (II)             |
| 28.07.2013 | FK Slawija-Masyr (I)           | 4:0      | FK Schlobin (III) 1       |

## Achtelfinale
Teilnehmer waren die 12 Sieger der zweiten Runde und vier weitere Erstligisten, die im Europapokal tätig waren: BATE Baryssau, FK Minsk, FK Dinamo Minsk und FK Schachzjor Salihorsk.
| Datum      |                                | Ergebnis              |                                |
| ---------- | ------------------------------ | --------------------- | ------------------------------ |
| 24.08.2013 | FK Haradseja (II)              | 3:1                   | FK Hranit Mikaschewitschy (II) |
| 24.08.2013 | Belschyna Babrujsk (I)         | 2:0                   | FK Dinamo Minsk (I)            |
| 24.08.2013 | FK Sluzk (II)                  | 0:1                   | Dnjapro Mahiljou (I)           |
| 25.08.2013 | BATE Baryssau (I)              | 7:0                   | FK Smarhon (II)                |
| 25.08.2013 | FK Tarpeda-BelAS Schodsina (I) | 2:2 n. V. (1:3 i. E.) | FK Schachzjor Salihorsk (I)    |
| 25.08.2013 | FK Homel (I)                   | 1:0                   | FK Slawija-Masyr (I)           |
| 25.08.2013 | FK Njoman Hrodna (I)           | 3:1                   | FK Dinamo Brest (I)            |
| 07.09.2013 | FK Minsk (II)                  | 6:0                   | FK Polazk (II)                 |

## Viertelfinale
Teilnehmer waren die 8 Sieger aus dem Achtelfinale.
| Datum      |                             | Ergebnis  |                        |
| ---------- | --------------------------- | --------- | ---------------------- |
| 22.03.2014 | FK Minsk (I)                | 3:1       | FK Haradseja (II)      |
| 22.03.2014 | FK Schachzjor Salihorsk (I) | 3:1       | Belschyna Babrujsk (I) |
| 22.03.2014 | FK Homel (I)                | 1:2       | Dnjapro Mahiljou (I)   |
| 22.03.2014 | FK Njoman Hrodna (I)        | 2:1 n. V. | BATE Baryssau (I)      |

## Halbfinale
| Datum      |                      | Ergebnis  |                             |
| ---------- | -------------------- | --------- | --------------------------- |
| 15.04.2014 | FK Minsk (I)         | 1:3       | FK Njoman Hrodna (I)        |
| 15.04.2014 | Dnjapro Mahiljou (I) | 1:3 n. V. | FK Schachzjor Salihorsk (I) |

## Finale
| Paarung                 | FK Njoman Hrodna – FK Schachzjor Salihorsk |
| Ergebnis                | 0:1 (0:1) |
| Datum                   | 3. Mai 2014 |
| Stadion                 | Baryssau-Arena, Baryssau |
| Zuschauer               | 11.000 |
| Schiedsrichter          | Sjarhej Zynkewitsch |
| Tore                    | 0:1 Artem Starhorodskij (35.) |
| FK Njoman Hrodna        | Aljaksandr Sulima – Dsmitryj Raunejka, Pawel Rybak, Iwan Sadounitschy, Aljaksandr Anjukewitsch – Aljaksej Ljahtschylin (82. Dsmitryj Kawaljonak), Igors Tarasovs, Andrej Chatschaturjan, Iwan Dsenisewitsch (66. Arzjom Salawej) – Pawel Sawizki, Ģirts Karlsons (54. Jahor Subowitsch). Cheftrainer: Sjarhej Saladounikau     |
| FK Schachzjor Salihorsk | Artur Kotenko – Sjarhej Mazwejtschik, Aljaksej Januschkewitsch, Mikalaj Kascheuski, Aljaksandr Jurewitsch – Sjarhej Balanowitsch, Artem Starhorodskij (56. Illja Haljusa), Andrei Ljawontschyk, Dsmitryj Asipenka (84. Ihar Kusmjanok) – Aleksandre Guruli (64. Aljaksej Ryas), Mikalaj Janusch. Cheftrainer: Sjarhej Barouski |
| Gelbe Karten            | Dsmitryj Raunejka, Arzjom Salawej, Pawel Rybak – Andrei Ljawontschyk, Illja Haljusa |